# Heinz König (Ökonom)
Heinz König (* 25. Dezember 1927 in Montabaur; † 21. November 2002) war ein deutscher Ökonom. Er war Rektor der Universität Mannheim. Er gilt als einer der bekanntesten Ökonometriker Deutschlands; er war der Gründungsdirektor des Zentrums für Europäische Wirtschaftsforschung (ZEW) in Mannheim.

## Leben
König studierte von 1948 bis 1951 Volkswirtschaftslehre an der Johannes Gutenberg-Universität Mainz. 1951 bis 1953 war er Assistent am Institut für Ökonometrie; in Mainz wurde er 1952 mit der Dissertation Wirtschaftskreislaufmodelle und die Methode der Input-Output-Analyse bei Louis Zimmerman promoviert. Nach seiner Wissenschaftlichen Assistenz am Institut für Wirtschafts- und Sozialwissenschaften an der Westfälischen Wilhelms-Universität Münster von 1953 bis 1958 habilitierte er sich. 1958/1959 war er Rockefeller Fellow am Massachusetts Institute of Technology (MIT), an der Harvard University und an der Stanford University. Von 1959 bis 1962 war er als Privatdozent in Münster, Lehrstuhlvertretungen hatte er in Frankfurt und Basel inne.
1962 erhielt er einen Ruf auf den Lehrstuhl für Volkswirtschaftslehre und Statistik an der Universität Mannheim. Rufe der Universitäten in Bochum (1964), Münster (1966), Zürich (1966), Bonn (1970), München (1971), Zürich (1971) und Wien (1974) lehnte er jeweils ab. Gleichwohl war er Gastprofessor an der Universität Basel (1963), der North-Western University of Evanston/Illinois (1979–1982) und der University of Pennsylvania/Philadelphia (1983). 1996 wurde er emeritiert.
Heinz König war in den Jahren 1968/1969 und 1972 bis 1978 Dekan der Fakultät für Volkswirtschaftslehre und Statistik sowie von 1979 bis 1982 Rektor der Universität Mannheim.
1991 war er Gründungsdirektor des Zentrums für Europäische Wirtschaftsforschung (ZEW) und hatte die wissenschaftliche Leitung bis April 1997 inne.

## Wirken
König galt als einer der führenden Wirtschaftswissenschaftler und Wegbereiter der empirischen Wirtschaftsforschung und Ökonometrie in Deutschland. Viele seiner akademischen Schüler, darunter Wolfgang Franz, Präsident des Zentrums für Europäische Wirtschaftsforschung, Clemens Fuest, Franz’ Nachfolger beim ZEW, Hans-Werner Sinn, Präsident des ifo Instituts für Wirtschaftsforschung, und Klaus F. Zimmermann, ehemaliger Präsident des Deutschen Instituts für Wirtschaftsforschung, bekleiden heute selbst Spitzenpositionen in Wissenschaft, Wirtschaft und Verwaltung. Seine Forschungsschwerpunkte lagen unter anderem in den Bereichen Arbeitslosigkeit und Lohnbildung, Internationaler Handel, Wachstumsprozesse und der Konstruktion empirischer Modelle zur Bewertung wirtschaftspolitischer Maßnahmen.

## Ehrungen und Mitgliedschaften
- Ehrendoktorwürde der Universität Tübingen
- Fellow der Econometric Society
- Mitglied der Heidelberger Akademie der Wissenschaften (1986)
- Wissenschaftliches Mitglied des Wirtschaftskollegs (1990/91)
- Mitglied des Council der European Economic Association EEA
- Mitglied des Wissenschaftsrates (1985–1990)
- Hauptgutachter für Wirtschaftswissenschaften der Deutschen Forschungsgemeinschaft (DFG) (1984–1987)
- Gutachter des Wissenschaftszentrums Berlin für Sozialforschung
- Mitglied der Studienreform-Kommission des Landes Baden-Württemberg
- Träger des Bundesverdienstkreuzes 1. Klasse (1988)
- Universitätsmedaille in Gold 1988 der Universität Mannheim

## Schriften (Auswahl)

### Monografien
- mit Helmut Reichardt, Carl Christian von Weizsäcker: Beiträge zur Produktions- und Wachstumstheorie (= Schriften des Vereins für Socialpolitik, N.F., Band 44). Hrsg. von Wilhelm Krelle, Duncker & Humblot, Berlin 1966.

### Herausgeberschaften
- Wandlungen der Wirtschaftsstruktur in der Bundesrepublik Deutschland (= Schriften des Vereins für Socialpolitik, N.F., Band 26). Duncker & Humblot, Berlin 1962.
- Wachstum und Entwicklung der Wirtschaft (= Neue wissenschaftliche Bibliothek, Band 23). Kiepenheuer & Witsch, Köln u. a. 1968.
- Ausbildung und Arbeitsmarkt (= Staatliche Allokationspolitik im marktwirtschaftlichen System, Band 5). Lang, Frankfurt am Main u. a. 1983, ISBN 3-8204-7326-2.
- Kontrolltheoretische Ansätze in makroökonometrischen Modellen (= Staatliche Allokationspolitik im marktwirtschaftlichen System, Band 18). Lang, Frankfurt am Main u. a. 1985, ISBN 3-8204-8314-4.
- Möglichkeiten und Probleme der Rezessionsbekämpfung. Ergebnisse eines makroökonometrischen Simulationsmodells (= Reihe Wirtschaftswissenschaft, Band 1). Campus, Frankfurt am Main u. a. 1988, ISBN 3-593-33876-9.
- Economics of wage determination (= Studies in contemporary economics). Springer, Berlin u. a. 1990, ISBN 3-540-52324-3.
- Umweltverträgliches Wirtschaften als Problem von Wissenschaft und Politik (=  Schriften des Vereins für Socialpolitik, N.F., Band 224). Duncker & Humblot, Berlin 1993, ISBN 3-428-07771-7.
- Bringt die EU-Beschäftigungsoffensive den Aufschwung? Die deutsche Wirtschaftsforschung nimmt Stellung zum Delors-Weissbuch (= ZEW-Wirtschaftsanalysen, Sonderband 1). Nomos, Baden-Baden 1994, ISBN 3-7890-3453-3.
- mit Viktor Steiner: Arbeitsmarktdynamik und Unternehmensentwicklung in Ostdeutschland. Erfahrungen und Perspektiven des Transformationsprozesses. Beiträge eines Workshops des Zentrums für Europäische Wirtschaftsforschung (ZEW) am 4. und 5. März 1993 in Mannheim (= Schriftenreihe des ZEW. Band 1). Nomos, Baden-Baden 1994, ISBN 3-7890-3364-2.